# Шуяк
Шуяк е остров в Аляска, САЩ. Крайбрежието му е силно начленено. Островът е получил името си през 1785 г. от руския мореплавател Григорий Шелихов.

## География
Островът е разположен североизточно от Афогнак. Отделен е от него посредством тесен пролив, който носи същото име. Част е от кодиакския архипелаг. Площта му е 168,3 km². Дължината му е 19 km, ширината е 15 km, а най-високата му точка 201 m.

## Природа
Островът е покрит от гъсти гори. Обитаван е от кафяви мечки. Известен е за посещение от туристи, а в миналато тук е функционирал рибопреработвателен завод. По-голямата му част е включена в състава на Аляския морски национален резерват.

## Население
Към 2000 г. населението наброява 4 души.